# Golfboll

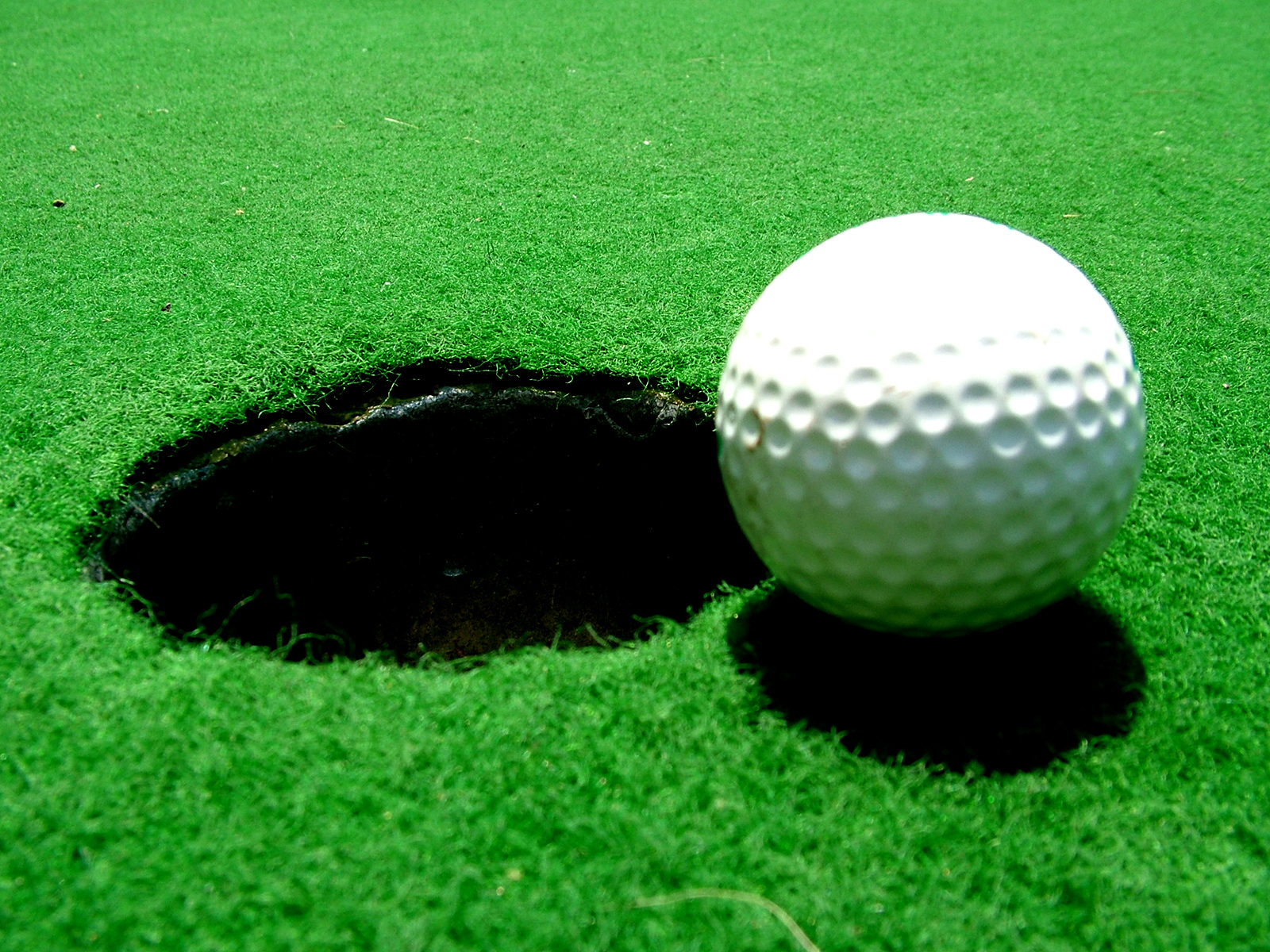
En golfboll vid ett hål.

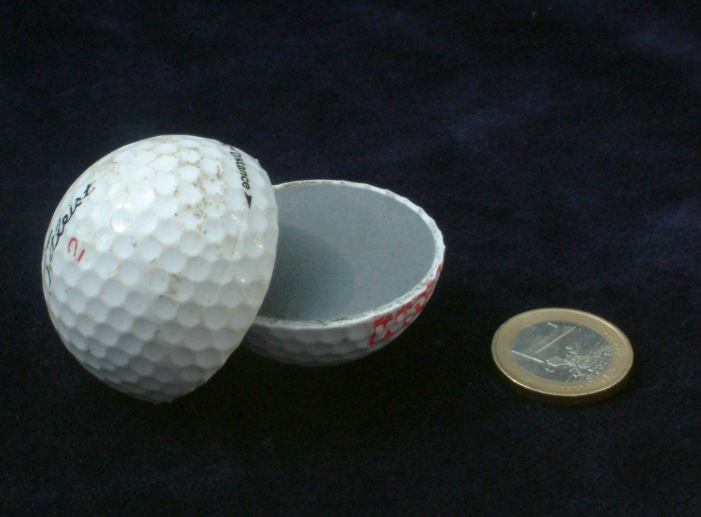
Golfboll med dess hårda gummikärna.

En golfboll är en boll som används inom golf.

## Egenskaper och konstruktion
Golfbollens storlek och beskaffenhet definieras i golfreglerna. Diametern av en golfboll skall minst vara 42,67 mm, och dess vikt får inte överstiga 45,93 g. Ytan på golfbollen är försedd med cirka 300 till 450 urgröpningar (dimples). Det exakta antalet dimples är inte fastställt. Nästan varje tillverkare använder ett särskilt arrangemang av dimples, vilka är avsedda att optimera projektilbanan. De första golfbollarna hade inga dimples. De var helt enkelt runda och släta. Däremot konstaterades sedan att spåren och fårorna i golfbollarna som uppvisades efter många års användning gynnade dess flykt. Då började fåror graveras in i golfbollarna, vilket gav upphov till dimples.
En golfboll är gjord av ett hårt plastskal (tidigare användes guttaperka) med olika kärnor. Förutom hårda gummikärnor och multikärnor används olika flexibla material alltmer. Beroende på antalet olika skikt benämns bollarna 2-bit, 3-bit, 4-bit (och så vidare). På de flesta golfbollarna skrivs ett nummer ut. Detta tjänar till att särskilja bollen från andra spelares bollar när bollar av samma märke och typ används.

## Golfbollen i spel
Det har blivit vanligt att innan det första teeutslaget säga bollens märke, typ och nummer. När bollen måste bytas ut, bör även motsvarande information om den nya bollen föras vidare till de andra spelarna. Detta förfarande är en etikettsfråga och inte en regelfråga. Viktigare är denna praxis när en boll landar i ruff och måste sökas och identifieras korrekt.